# Santi Muzio e Coppete
Santi Muzio e Coppete, även benämnd Santi Patermuzio e Coprete, var en kyrkobyggnad i Rom, helgad åt de heliga martyrerna Patermutius, Koprete och Alexander. Kyrkan var belägen vid dagens Piazza delle Cinque Scole i Rione Sant'Angelo.
Patermutius, Koprete och Alexander led martyrdöden under kejsar Julianus Apostata (361–363). Patermutius och Koprete dömdes till att brännas på bål, men lågorna skadade dem inte. När soldaten Alexander bevittnade detta, omvände han sig till kristendomen. Därefter avrättades de tre genom halshuggning.

## Kyrkans historia
Kyrkans första dokumenterade omnämnande förekommer i en bulla, promulgerad av påve Urban III år 1186, vilken räknar upp den bland filialerna till församlingskyrkan San Lorenzo in Damaso; i bullan används benämningen ”S. Patermiverii”.
I ett dokument från år 1532 står det att läsa: ”ecclesiam vulgariter appellatam Santo Patremutio et Copse”. En inskription i kyrkan från år 1538 lyder: ”ecclesiam Sanctorum Patrismutii et Copis in Foro Mercatelli”.
Kyrkan Santi Muzio e Coppete revs år 1558 i samband med att Roms getto uppfördes och helgonkulten av Patermutius, Koprete och Alexander överflyttades till den närbelägna kyrkan Sant'Angelo in Pescheria.

## Omnämningar i kyrkoförteckningar
| Katalog                                                                  | År         | Benämning                            |
| ------------------------------------------------------------------------ | ---------- | ------------------------------------ |
| Catalogo di Cencio Camerario                                             | 1192       | sco. Patrimot'                       |
| Il catalogo Parigino                                                     | cirka 1230 | s. Patris Muthi                      |
| Il catalogo di Torino                                                    | cirka 1320 | Ecclesia sancti Patermutii           |
| Il catalogo del Signorili                                                | cirka 1425 | sci. Patrimoti                       |
| Il Liber Anniversariorum Sancti Salvatoris ad Sancta Sanctorum           | 1461       | Ecclesia S. Patris et Mutii          |
| I Libri Anniversariorum della Compagnia del Gonfalone: Il Libro del 1490 | 1490       | Sancto Patre et Mutio in mercatiello |
| Il Catalogo del 1492                                                     | 1492       | S. Patrimodis                        |
| Tassa di Pio IV                                                          | 1559       | San Muti et Cupi                     |
| Il Catalogo dell'Anonimo Spagnuolo                                       | cirka 1570 | S. Mutio y Cuppi                     |